# بخش کورنیش، شهرستان سیبلی، مینه سوتا
بخش کورنیش (به انگلیسی: Cornish Township) یک منطقهٔ مسکونی در ایالات متحده آمریکا است که در شهرستان سیبلی، مینه‌سوتا واقع شده‌است.
 بخش کورنیش ۹۲٫۰ کیلومتر مربع مساحت و ۲۶۷ نفر جمعیت دارد و ۳۱۰ متر بالاتر از سطح دریا واقع شده‌است.